# Tyler Rake: A kimenekítés 2.
A Tyler Rake: A kimenekítés 2. (eredeti cím: Extraction 2) 2023-ban bemutatott amerikai akcióthriller, melyet Joe Russo forgatókönyvéből Sam Hargrave rendezett. Ande Parks, a Russo testvérek, Fernando León González és Eric Skillman Ciudad című képregénye alapján készült. A 2020-as Tyler Rake: A kimenekítés folytatása. A főbb szerepekben ismét Chris Hemsworth, Golshifteh Farahani és Adam Bessa látható, Olga Kurylenko, Daniel Bernhardt, Tinatin Dalakishvili és Idris Elba új szereplőként tűnik fel.
2023. június 16-án mutatta be a Netflix, pozitív visszajelzések mellett.

## Cselekmény
Tyler Rake alig élte túl előző küldetését. Visszavonult a zsoldosmunkától és egy ausztriai faházban él, ahol egy Alcott nevű idegen keresi fel. Arra kéri, mentse meg Tyler exfelesége, Mia Ketevan nevű húgát és annak két gyermekét, Sandrót és Ninát. A család jelenleg a bűnöző férjjel, Davit Radianival (az egyik legnagyobb grúz bűnszervezet társalapítójával) együtt a grúziai Tkachiri börtönben raboskodik. Tylerhez csatlakozik Nik és Yaz, akikkel együtt beszivárognak a börtönbe. Megpróbálják kihozni Ketevant és a gyerekeit anélkül, hogy felkeltenék az alvó Davit. Azonban a férfi felébred és riasztja a hozzá hűséges többi foglyot, akik szembeszállnak Tylerrel és csapatával. A bűnözők lázadást szítanak, a kimenekítés során Davit megtámadja Tylert és Ketevant, Tyler ezért brutálisan megöli a grúz bűnvezért.
Az udvaron Tylert és Ketevant megrohamozzák a foglyok, kénytelenek átverekedni magukat a tömegen, miközben folyamatosan támadják őket. A csoportnak sikerül kiszabadulnia és visszatérni a bécsi menedékházukba. Ketevan és Davit tizenéves fia, az apját bálványozó Sandro rájön, hogy Tyler ölte meg az apját és titokban kapcsolatba lép nagybátyjával, valamint Davi bátyjával, Zurabbal. A bosszúszomjas Davi öccse gyilkosa nyomába ered. Zurab és az emberei megtalálják Tylert és a többieket a menedékházban, majd csapdába ejtik őket az épületben. A káoszban Sandro otthagyja a csoportot, hogy megkeresse Zurabot. Tyler és a csoport végül Zurab egyik helikopterével elmenekül, de Zurab megöli Yazt. Tyler és a csoport visszatér a faházba, ahol ő és Ketevan újra találkoznak Miával.
Tyler bocsánatot kér Miától, amiért elment egy küldetésre, miközben rákbeteg fiuk haldokolt és nem volt vele. Zurab kapcsolatba lép Tylerrel és arra kéri, találkozzanak egy közeli repülőtéren, ahol túszként tartja fogva Sandrót. A repülőtér megtámadása után Tyler egy közeli templomban találja meg Zurabot és Sandrót. A fiúhoz robbanómellény van rögzítve. Zurab arra kényszeríti Sandrót, vegye el Tyler pisztolyát és azzal lőjön rá, de Nik időben megérkezik, ami patthelyzetet eredményez. Sandro kiszabadítása után tűzharc tör ki, Tyler megküzd Zurabbal és egy brutális küzdelemben megöli. Nik súlyosan megsérül és eszméletét veszti, miközben a rendőrök ellepik a templomot.
Az esetet követően Niket és Tylert bebörtönzik, Mia pedig tájékoztatja Tylert, hogy Ketevant és a gyerekeit védőőrizet alá helyezték. Elmondja Tylernek, hogy a fia büszke volt édesapjára és szép emlékeket őrzött róla, amikor meghalt, majd búcsút int volt férjének. Tylert elszállítják a börtönből és találkozik Alcottal, aki felajánl neki egy újabb megbízatást. Tyler azonban társa, Nik nélkül nem akarja elfogadni az ajánlatot, de Alcott már számított erre és a nőt is kiszabadította.

## Szereplők
| Színész              | Szerep          | Magyar hang      |
| -------------------- | --------------- | ---------------- |
| Chris Hemsworth      | Tyler Rake      | Nagy Ervin       |
| Golshifteh Farahani  | Nik Kahn        | Tornyi Ildikó    |
| Adam Bessa           | Yaz Khan        | Előd Álmos       |
| Olga Kurylenko       | Mia             | Dobó Enikő       |
| Daniel Bernhardt     | Konstantine     | grúz nyelven     |
| Idris Elba           | Alcott          | Debreczeny Csaba |
| Tornike Gogrichiani  | Zurab Radiani   | Király Attila    |
| Tinatin Dalakishvili | Ketevan Radiani | Mikecz Estilla   |
| Mariami Kovziashvili | Nina Radiani    | Prokópius Maja   |
| Andro Japaridze      | Sandro Radiani  | Nagy Gereben     |

A rendező, Sam Hargrave is feltűnt a filmben, mint sírásó.

## A film készítése
2020 májusában jelentették be, hogy Joe Russót szerződtették a film folytatásának megírására, amelyben Sam Hargrave és Chris Hemsworth is visszatér. 2021 januárjában úgy hírlett, hogy a Russo testvérek egy eredettörténeten is dolgoznak Randeep Hooda karaktere, Saju számára.
A forgatás Sydneyben kezdődött volna 2021 szeptemberében, de a COVID-19 járvánnyal kapcsolatos intézkedések miatt a film készítése Prágába került át. 2021. november 29-én Hargrave bejelentette, hogy Prágában megkezdődött a forgatás, Hemsworth pedig december 4-én kezdte el forgatni jeleneteit. A forgatás második fele 2022. január 28-án kezdődött Bécsben és 2022. február 14-ig tartott. A jeleneteket Bécs Donau City városrészében, a DC-tornyok közelében vették fel. A forgatás hivatalosan 2022. április 6-án fejeződött be.
A filmet ARRI ALEXA Mini LF kamerákkal forgatták, az első filmben alkalmazott hosszú felvételi stratégiák alkalmazásával. Néhány jelenet újraforgatására Prágában került sor 2022 novemberében.

## Folytatás
2023 júniusában a Netflix Tudum fesztiválon tették közzé, hogy el fog készülni egy harmadik rész is. A Netflix kijelentette, hogy a filmsorozatot franchise-ként tartja számon és a hivatalos logót is bemutatták. Chris Hemsworth ismét Tyler Rake szerepében lesz látható, a rendezői feladatokat pedig ezúttal is Sam Hargrave látja el.

## Fordítás
- Ez a szócikk részben vagy egészben  az   Extraction 2 című angol Wikipédia-szócikk fordításán alapul.  Az eredeti cikk szerkesztőit annak laptörténete sorolja fel. Ez a jelzés csupán a megfogalmazás eredetét és a szerzői jogokat jelzi, nem szolgál a cikkben szereplő információk forrásmegjelöléseként.